# 최동원상
최동원상(崔東原賞, 영어: Choi Dong-won Award)은 KBO 리그에서 매년 투수 중에 가장 뛰어난 활약을 보인 선수에게 주어지는 상이다. 2014년부터 시상하기 시작했다.

## 개요
故 최동원을 기리기 위해 최동원 기념사업회에서 주도한 상이며, 미국의 사이 영 상, 일본의 사와무라 에이지상을 참고하여 만들어졌다. 메인스폰서는 부산은행이며 최동원 상 수상자에게는 트로피와 함께 2000만원의 상금이 주어진다. 8인의 프로야구 원로들로 구성된 선정위원회의 투표로 수상자가 정해진다.

## 선정위원
- 어우홍 (위원장) -  전 롯데 자이언츠 감독
- 박영길 - 전 태평양 돌핀스 감독
- 강병철 - 전 롯데 자이언츠 감독
- 천일평 - OSEN 편집인
- 김인식 - 전 국가대표 감독
- 허구연 - MBC 해설위원
- 양상문 - 전 롯데 자이언츠 감독
- 차명석 - LG 트윈스 단장

## 후보조건
다음의 7개 항목 중 1개 이상 충족하면 최동원상 후보가 된다.

### 선발투수
- 평균자책점 : 3.00 이하[1]
- 선발등판수 : 25경기 이상[2]
- 승리 : 15승 이상[3]
- 이닝 : 180이닝 이상
- 탈삼진 : 150K 이상
- QS : 15회 이상

### 마무리투수
- 세이브 : 35S 이상[4]

## 투표방식
투표는 8명의 선정위원들이 1인 1표 투표 후 최다 득표자가 수상자가 된다.

## 역대 수상자
| 회별   | 연도 | 선수      | 팀명 | 경기 | 선발 | 완투 | 완봉 | 승 | 패 | 세 | 홀 | 승률  | 이닝  | 탈삼진 | 볼넷 | 사구 | QS | 평균자책 | 선정위원                                                                     |
| ------ | ---- | --------- | ---- | ---- | ---- | ---- | ---- | -- | -- | -- | -- | ----- | ----- | ------ | ---- | ---- | -- | -------- | ---------------------------------------------------------------------------- |
| 제1회  | 2014 | 양현종    | KIA  | 29   | 29   | 0    | 0    | 16 | 8  | 0  | 0  | 0.667 | 171.1 | 165    | 77   | 4    | 17 | 4.25     | 어우홍(위원장), 김성근, 천일평, 김인식, 허구연, 양상문, 선동열(7인)          |
| 제2회  | 2015 | 유희관    | 두산 | 30   | 30   | 1    | 1    | 18 | 5  | 0  | 0  | 0.783 | 189.2 | 126    | 44   | 4    | 17 | 3.94     | 어우홍(위원장), 김성근, 천일평, 김인식, 허구연, 양상문, 박영길(7인)          |
| 제3회  | 2016 | 장원준    | 두산 | 27   | 27   | 0    | 0    | 15 | 6  | 0  | 0  | 0.714 | 168   | 137    | 76   | 9    | 19 | 3.32     | 어우홍(위원장), 김성근, 천일평, 김인식, 허구연, 양상문, 박영길(7인)          |
| 제4회  | 2017 | 양현종    | KIA  | 31   | 31   | 1    | 0    | 20 | 6  | 0  | 0  | 0.769 | 193.1 | 158    | 45   | 0    | 20 | 3.44     | 어우홍(위원장), 김성근, 천일평, 김인식, 허구연, 양상문, 박영길, 강병철(8인)  |
| 제5회  | 2018 | 린드블럼  | 두산 | 26   | 26   | 0    | 0    | 15 | 4  | 0  | 0  | 0.789 | 168.2 | 157    | 38   | 8    | 21 | 2.88     | 어우홍(위원장), 차명석, 천일평, 김인식, 허구연, 양상문, 박영길, 강병철(8인)  |
| 제6회  | 2019 | 린드블럼  | 두산 | 30   | 30   | 0    | 0    | 20 | 3  | 0  | 0  | 0.870 | 194.2 | 189    | 29   | 6    | 22 | 2.50     | 박영길(위원장), 임호균, 천일평, 김인식, 허구연, 김시진, 이상훈, 강병철 (8인) |
| 제7회  | 2020 | 알칸타라  | 두산 | 31   | 31   | 1    | 0    | 20 | 2  | 0  | 0  | 0.909 | 198.2 | 182    | 30   | 9    | 27 | 2.54     | 박영길(위원장), 임호균, 천일평, 김인식, 허구연, 김시진, 이상훈, 강병철(8인)  |
| 제8회  | 2021 | 미란다    | 두산 | 28   | 28   | 1    | 1    | 14 | 5  | 0  | 0  | 0.737 | 173.2 | 225    | 63   | 1    | 21 | 2.33     | 박영길(위원장), 임호균, 김용철, 김인식, 허구연, 김시진, 이상훈, 강병철(8인)  |
| 제9회  | 2022 | 김광현    | SSG  | 28   | 28   | 0    | 0    | 13 | 3  | 0  | 0  | 0.813 | 173.1 | 153    | 45   | 5    | 19 | 2.13     | 박영길(위원장), 임호균, 김용철, 김인식, 허구연, 김시진, 이상훈, 강병철(8인)  |
| 제10회 | 2023 | 에릭 페디 | NC   | 30   | 30   | 0    | 0    | 20 | 6  | 0  | 0  | 0.769 | 180.1 | 209    | 35   | 4    | 21 | 2.00     | 박영길(위원장), 임호균, 김용철, 김인식, 허구연, 김시진, 이상훈, 강병철(8인)  |
| 제11회 | 2024 | 카일 하트 | NC   | 26   | 26   | 0    | 0    | 13 | 3  | 0  | 0  | 0.813 | 157   | 182    | 38   | 11   | 17 | 2.69     | 박영길(위원장), 임호균, 김용철, 김인식, 허구연, 김시진, 이상훈, 강병철(8인)  |

- 붉은색은 후보조건 충족

## 같이 보기
- 사이 영 상
- 사와무라 에이지상